# Kampioenschap van Vlaanderen 1975
Il Kampioenschap van Vlaanderen 1975, sessantesima edizione della corsa, si svolse l'11 settembre 1975 su un percorso di 150 km, con partenza e arrivo a Koolskamp. Fu vinto dal belga Jos Huysmans della Molteni-Campagnolo davanti all'olandese Hennie Kuiper e al belga José Vanackere.

## Ordine d'arrivo (Top 10)
| Pos. | Corridore            | Squadra                        | Tempo    |
| ---- | -------------------- | ------------------------------ | -------- |
| 1    | Jos Huysmans         | Molteni-Campagnolo             | 3h39'00" |
| 2    | Hennie Kuiper        | Frisol-GBC                     | s.t.     |
| 3    | José Vanackere       | Gero Verwarming-Jaga           | a 10"    |
| 4    | Freddy Maertens      | Carpenter-Confortluxe-Flandria | a 15"    |
| 5    | Frans Van Looy       | Molteni-Campagnolo             | s.t.     |
| 6    | Patrick Sercu        | Brooklyn                       | s.t.     |
| 7    | Willy Van Malderghem | Carlos                         | s.t.     |
| 8    | Daniel Verplancke    | Carpenter-Confortluxe-Flandria | s.t.     |
| 9    | Jos Jacobs           | Ijsboerke-Colner               | s.t.     |
| 10   | Marc Renier          | Ijsboerke-Colner               | s.t.     |